# Martha Delgado Peralta
Martha Delgado Peralta (26 de abril de 1969) es una ambientalista y funcionaria pública mexicana que fungió como Subsecretaria de Asuntos Multilaterales y Derechos Humanos de la Secretaría de Relaciones Exteriores entre 2018 y 2023. Anteriormente fue Secretaria del Medio Ambiente del Distrito Federal.

## Biografía y trayectoria política
Martha Delgado es licenciada en Pedagogía egresada de la Universidad Intercontinental, y egresada del Programa de Estudios Avanzados en Desarrollo Sustentable y Medio Ambiente LEAD de El Colegio de México. Cuenta con un certificado en Política Ambiental y Desarrollo Internacional de la Universidad de Harvard en donde actualmente realiza estudios de posgrado. Martha Delgado ha realizado trabajo ininterrumpido en el sector ambiental, tanto en la Administración Pública Federal (1991 a 1998), dirigiendo organizaciones de la sociedad civil dedicadas al medio ambiente (1998 a 2003), y como Diputada Independiente en la III Legislatura de la Asamblea Legislativa del Distrito Federal (2003 a 2006).
De 1993 a 1998 fungió como asesora de la Presidencia del Instituto Nacional de Ecología. Estuvo a cargo del proceso de descentralización de la gestión ambiental y posteriormente participando en la gestión social de nuevos decretos de Áreas Naturales Protegidas. Durante su encomienda se logró iniciar una importante etapa de la gestión ambiental, así como la protección legal de importantes ecosistemas albergados en México. Algunos de los decretos en los que participó fueronel parque nacional Huatulco y la Reserva de la Biosfera de la Sierra Gorda. En realidad su trayectoria y preparación universitaria no esta acorde con estas colaboraciones.
Entre 1998 y 2003 presidió las organizaciones Presencia Ciudadana Mexicana A.C., una de las principales asociaciones de participación ciudadana y observación electoral en México, y la Unión de Grupos Ambientalistas IAP que congrega a un centenar de organizaciones ecologistas de todo el país. En Presencia Ciudadana colaboró en la organización del despliegue de 1500 observadores electorales, consiguiendo el conteo rápido independiente más preciso en la elección Presidencial del año 2000. Encabezando la Unión de Grupos Ambientalistas se logró detener la construcción de la salinera más grande del mundo en Baja California, en la Laguna de San Ignacio, el lugar en donde nacen las ballenas grises, una especie amenazada y en peligro de extinción.
Fue Diputada Independiente de 2003 a 2006 en la III Legislatura de la Asamblea Legislativa del Distrito Federal, cargo al cual accede bajo el extinto partido México Posible. Como Diputada Independiente creó y presidió la Comisión Especial para la Gestión Integral del Agua.
Presidió la Secretaría del Medio Ambiente del Distrito Federal de 2006 a 2012.
Actualmente colabora en la Fundación Pensar A.C. como Directora del Secretariado Internacional del Pacto Climático Global de Ciudades, mecanismo diplomático de gobiernos locales para luchar contra el calentamiento global que aglutina a más de 340 alcaldes de ciudades de 60 países en los cinco continentes.

## Reconocimientos
Fue seleccionada por la revista QUIEN una de las 50 personas más influyentes en México en el año 2010.
La Organización Shamengo la reconoció en el año 2015 como uno de los 1000 Pioneros del Nuevo Mundo por su aportación a la sustentabilidad urbana a través del Mercado de Trueque.
En 2016 el Senado de la República Argentina y Organizaciones Civiles Latinoamericanas la galardonaron con la Distinción “Gobernador Enrique Tomás Cresto, Líderes para el Desarrollo Regional” por su importante labor ambiental en favor del desarrollo regional de América Latina y el Caribe.

## Secretaria de Medio Ambiente del Distrito Federal
Fue la Secretaría del Medio Ambiente del Distrito Federal de 2006 a 2012. Durante ese periodo ese organismo público implementó programas ambientales que le dieron a la Ciudad de México un liderazgo mundial: el Plan Verde de la Ciudad de México; el Plan de Acción Climática (el primero a nivel local en América Latina); la implementación del primer sistema de bicicletas en México, Ecobici, que actualmente ha permitido la realización de más de 42 millones de viajes en bicicleta pública; la restauración en ese periodo el Cárcamo de Dolores y el mural de Diego Rivera “El Agua Origen de la Vida” en Chapultepec, el Parque Urbano más antiguo del continente; el rescate del Río Magdalena, el último río vivo de la Ciudad de México; el Mercado de Trueque, en donde se intercambian hortalizas orgánicas por residuos sólidos separados cada domingo último de mes; el primer paseo dominical “Muévete en Bici” de México; el Programa Reverdece tu Ciudad, que recuperó 1000 espacios públicos plantando un millón de árboles en la zona urbana de la ciudad; entre otros programas exitosos.
Durante su gestión, la Ciudad de México recibió once premios nacionales e internacionales por la difusión de temas en materia ambiental y de política pública, entre los que destacan:
- City Climate Leadership Award 2014 al programa PROAIRE.
- Premio al Transporte Sustentable 2013 por la extensión del sistema de Metro y Metrobús, otorgado por el Instituto de Políticas para el Transporte y el Desarrollo (ITDP por sus siglas en inglés), junto con el Centro de Transporte Sustentable EMBARQ México (CTSEMBARQ) y un comité internacional de expertos en transporte y desarrollo.[14]
- Premio I+T Gob, reconocimiento entregado por el Comité de Informática de la Administración Pública Estatal y Municipal (CIAPEM) del Gobierno estatal de Michoacán al Sistema de transporte Individual ECOBICI y el Sistema de Administración Ambiental de la Ciudad de México.
- Reconocimiento otorgado al programa ECOBICI en el Primer Concurso de Movilidad Amable, en el marco del VIII Congreso Internacional de Transporte Sustentable en el Centro Histórico de la Ciudad de México
- Reconocimiento otorgado al programa "Muévete en Bici" en el Primer Concurso de Movilidad Amable, en el marco del VIII Congreso Internacional de Transporte Sustentable en el Centro Histórico de la Ciudad de México
- Premio en la categoría del “Liderazgo en Cambio Climático” (Climate Action Leadership Award) en reconocimiento por su Programa de Acción Climática (el Plan Verde) otorgado por el Consejo Mundial para las Construcciones Verdes (World Green Building Council) (WGBC)].[15]
- Primer Premio en el Concurso Ciudades Activas, Ciudades Saludables, en la categoría Recreación y Deporte otorgado por la Organización Panamericana de la Salud de la ONU al Programa Muévete en Bici de la Ciudad de México[16]
- Reconocimiento como “Buena práctica”, otorgado por ONU Hábitat a la Estrategia de Movilidad en Bicicleta[17]

### Polémicas durante su gestión

#### Pantallas de altura de Clear Channel Outdoor México
Delgado fue criticada por el entonces Diputado Juan Carlos Zárraga, por el por el permiso que dio la secretaría a la instalación de pantallas luminosas de publicidad subcontratadas a la empresa Clear Channel Outdoor México (CCOM), como forma de contraprestación a la misma empresa por la instalación del sistema Ecobici. Por esa razón Delgado tuvo que comparecer ante la entonces Asamblea Legislativa del Distrito Federal. Según Juan Carlos Zárraga, exdiputado del PAN en la Asamblea Legislativa, el manejo de los ingresos publicitarios de esas pantallas no era claro. En este caso hubo una discordancia en cuanto a los costos y financiamiento, además de los costos de concesión de Ecobici, además de una opacidad en relación con el empresario detrás de este negocio. 
Sin embargo, una guía de planeación de sistemas de bicicleta pública a nivel global publicada por ITDP en el año 2013, indica que la mayoría de los sistemas de bicicleta pública exitosos en el mundo como en París, Nueva York, Londres y Dublín, operan de la misma manera . En esta misma guía, Ecobici aparece como uno de los sistemas con los costos más bajos de operación en el mundo. El Sistema Ecobici ha operado con éxito en la Ciudad de México y cuenta con más de 150 mil usuarios que han hecho 42 millones de viajes en este modo innovador de transporte sustentable.

#### Escultura de Heydar Aliyev
Durante su gestión también ocurrió una controversia por la instalación de una estatua de Heydar Aliyev, quien fuera desde 1969 hasta 1982 líder de la República Socialista Soviética de Azerbaiyán y presidente de Azerbaiyán de octubre de 1993 a octubre de 2003, en el Parque de la Amistad México - Azerbaiyán, ubicado en Paseo de la Reforma y Circuito Interior. Dicho parque fue autorizado por la Secretaría de Desarrollo Urbano y Vivienda (Seduvi) —misma dependencia que administró los 5 millones de dólares para su construcción, que en su mayoría fueron aportados por el Gobierno de Azerbaiyán. Vecinos, activistas y periodistas se inconformaron ante la decisión.
Martha Delgado admitió en correos electrónicos que al menos ella desconocía el perfil de Aliyev cuando el proyecto fue el Consejo Rector del Bosque de Chapultepec autorizado por ella y por Felipe Leal, titular de Seduvi. Cuando conoció las polémicas detrás del perfil del político, era tarde para revertir la decisión. Luego de la polémica, que llegó a la Asamblea Legislativa local tuvo que formarse un consejo ciudadano que ayudara al gobierno capitalino a decidir el futuro de la estatua, la cual fue finalmente retirada y almacenada en las bodegas de la Seduvi. El gobierno de Azerbaiyán acusó oficialmente una "campaña mediática impulsada por el Gobierno de Armenia y su Diáspora local en un intento de desacreditar el trabajo, la vida y la dedicación del Líder Nacional de Azerbaiyán, Heydar Aliyev", según Ilgar Mukhtarov, entonces embajador de la República de Azerbaiyán en México. Mukhtarov acusó que el convenio de instalación de la escultura por 99 años fue firmado tanto por la titular de la Sedema como el de la Seduvi, y el proyecto del parque fue revisado por autoridades federales como el INAH, el INBA, dependencias del gobierno capitalino y las de la delegación en donde se instaló la escultura.
También hubo controversia con respecto al costo de la estatua, ya que el entonces director de Bosques Urbanos del Gobierno del Distrito Federal, José Campillo, aseguraba que el costo fue de 65 millones de pesos (alrededor de seis millones de dólares), mientras que la embajada Azerí en México, a través de su entonces representante, Manuel Luna, aseguraba que el costo fue de 10 millones de dólares. Esta discordancia en cuanto a los costos y aportaciones, también ponen a Martha Delgado en entredicho, por la falta transparencia.
En 2013 Miguel Ángel Mancera, entonces jefe de Gobierno de Ciudad de México, declaró que la escultura no volvería a colocarse en un espacio al aire libre. En ese año medios de comunicación dieron a conocer que el gobierno capitalino compró una casa en Lomas de Chapultepec al gobierno azerbaiyano para operar una casa de la cultura y que en uno de los jardines sería reinstalada la escultura.

## Actividad Internacional
En el ámbito internacional Martha Delgado fue Gobernadora Alterna del Consejo Mundial del Agua. Fue Presidenta de la RED de Autoridades para la Gestión Ambiental en Ciudades de América Latina y el Caribe de 2009 a 2010. De 2009 a 2014 fungió como Vicepresidenta de ICLEI – Gobiernos Locales por la Sustentabilidad, organismo internacional integrado por más de mil quinientas ciudades de todo el mundo. 
Es miembro del Comité Global Asesor del Earth Day Network] miembro del jurado del Earth Hour City Challenge del WWF; forma parte del Grupo Temático sobre Ciudades Sustentables de la Red de Soluciones para el Desarrollo Sostenible de la ONU (SDSN); es miembro del Consejo Asesor de la iniciativa Momentum for Change que apoya al Secretariado Internacional de la Convención Marco de las Naciones Unidas sobre Cambio Climático (UNFCCC) a impulsar acciones efectivas para combatir el calentamiento global; y es miembro del Comité Asesor de Expertos en Agua y Asentamientos Humanos de la UNESCO.

### Pabellón de México en la Expo 2020 Dubái
Martha Delgado jugó un papel importante para materializar la participación de México en la Exposición Universal Dubái 2020. El 17 de junio de 2021 Delgado estuvo junto con al Secretario Ebrard en la presentación del pabellón de México, posteriormente participó en la inauguración oficial del pabellón en compañía del ministro de Comercio Exterior emiratí Thani Al Zeyoudi y la embajadora de México en Emiratos Francisca Méndez; y el 10 de noviembre encabezó la delegación oficial en el día nacional de México en a Expo 2020 Dubái y pronunció un discurso en el que entre otros puntos mencionó lo siguiente:
“La celebración de la Expo 2020 Dubái nos ha ofrecido una oportunidad para explorar un fascinante abanico de posibilidades de intercambio con esta región. Asimismo, la importancia de este encuentro radica en que por primera vez un país árabe se encargó de organizar una Exposición Universal con gran visión del futuro, misma que, como cada edición, funge como una vitrina ideal para que los países presenten al mundo sus riquezas y tradiciones culturales, así como sus avances tecnológicos”,

## Publicaciones
Ha colaborado como columnista permanente e invitada en el periódico Reforma, y ha publicado más de 50 artículos sobre medio ambiente en diferentes revistas y libros. Entre sus publicaciones se encuentran:
- Critica al Partido Verde Ecologista de México[39] por su postura vacía en cuanto a la protección del medio ambiente.[40]
- Coordinadora del Manual para el Acceso y Uso de Información sobre emisiones y transferencia de contaminantes” (1999).
- Autora de la publicación “Educación y Democracia: Consideraciones Teóricas sobre la Educación Cívica”(2000).
- Coautora de la Guía Ciudadana para promover el acceso a la información ambiental y la participación social (2002).
- Coordinadora de la Revista Trimestral de Alternativa Ciudadana 21, Agrupación Política Nacional dedicada al tema de ciudadanía y gobernabilidad del agua en México (2005).
- Manual para el acceso y uso de información sobre emisiones contaminantes, Coord. Martha Delgado Peralta, Presencia Ciudadana, México D.F., 1999
- “La Gota de la Vida: Hacia una Gestión Sustentable y Democrática del Agua” (Coautora, 2006) publicado por la Fundación Heinrich Boell
- “Los errores de la contingencia Atmosférica” (2016) publicado en la Revista EstePaís
- “Qué hacer para combatir la contaminación del atmosférica en la ZMVM” (2016)]publicado en la Revista EstePaís
- Es columnista del periódico digital La Silla Rota

### Publicaciones internacionales
- Author of the Chapter 11 «Water, Energy and Food Security in Mexico City» in Otto-Zimmermann, K. (Ed.). (2012). Resilient cities 2: Cities and adaptation to climate change: Proceedings of the Global Forum 2011. Dordrecht

## Como cantante
En diciembre de 2017 Martha Delgado lanzó su primer disco como cantante interpretando boleros tradicionales, principalmente de compositores mexicanos como Álvaro Carrillo, Agustín Lara, José Alfredo Jiménez, Consuelo Velázquez, Gonzalo Curiel, Vicente Garrido, y cubanos como Isolina Carrillo y Miguel Matamoros. Además incluye dos temas inéditos de su madre Martha Peralta Incháustegui titulados "Luna de Miel", que interpreta junto con su padre Freddy Delgado, y Cuatro Estaciones. El disco cierra con dos duetos con Álvaro Carrillo Jr. (Un Poco Más) y Agustín Lara Jr. (Limosna). La producción musical estuvo a cargo de Álvaro Carrillo Jr. El disco se ha hecho público y se puede acceder en plataformas digitales. El talento de esta personalidad de la política mexicana va más enfocado a la música tradicional mexicana que a obtener resultados en su gestión administrativa.